# Toby Fuhrmann
Tobias „Toby“ Fuhrmann (* 11. September 1975 in Hannover) ist ein deutscher Musiker und Autor. Er ist Schlagzeuger der Bands Unzucht und Delta Bats.

## Bands
Von 1996 bis 2000 trommelte Fuhrmann bei Boomer. Anschließend war er bis 2005 Schlagzeuger der Band Superstarfuckers, mit denen er unter anderem mehrfach als Vorgruppe der Misfits auftrat.
Seit ihrer Gründung 2009 spielt er bei der Band Unzucht.
Im Jahr 2022 erschien das Debütalbum seines mit Andreas „Don Canone“ Puchebuhr ins Leben gerufenen Projekts Delta Bats beim Label Drakkar Entertainment.

## Diskografie
| Boomer - 1998: Today Is Not The Day I’m Dying (Album) - 1999: Lovesick (EP) Superstarfuckers - 2002: Superstarfuckers (Album) - 2003: In The Heat Of Pleasure (Album) - 2005: Ass You Like It (Album) Havana Cowboys - 2007: Todeslimbo (EP) Unzucht - 2012: Deine Zeit läuft ab (EP) - 2012: Todsünde 8 (Album) - 2013: Rosenkreuzer (Album) - 2014: Venus Luzifer (Album) - 2015: Schweigen/Seelenblind (EP) - 2016: Kettenhund (EP) - 2016: Neuntöter (Album) - 2017: Widerstand (Live Album) - 2018: Akephalos (Album) - 2020: Jenseits der Welt (Album) - 2022: Chaosmagie (Best Of Album) Delta Bats - 2022: Here Come The Bats (Album) |

## Publikationen

### Bücher
- Ich trag ein Massengrab im Herzen. UBooks-Verlag 2010. ISBN 978-3-86608-128-4

### Beiträge in Anthologien
- Punkrock in Potzblitz - 31+1 erleuchtende Liebeserklärungen an meinen Liveclub. UBooks-Verlag 2021. ISBN 978-3-86608-287-8